# Palaeochrysophanus violacea
Palaeochrysophanus violacea är en fjärilsart som beskrevs av Charles Oberthür 1910. Palaeochrysophanus violacea ingår i släktet Palaeochrysophanus och familjen juvelvingar. Inga underarter finns listade i Catalogue of Life.